# فرانسيسكا أورسزولا رادجيفي
فرانسيسكا أورسزولا رادجيفي (بالانجليزية: Franciszka Urszula Radziwiłł) (13 فبراير عام 1705، تشارتوريسك - 23 مايو عام 1753 نافاهروداك)، كاتبة ومؤلفة مسرحية بولندية، تُشتهر لكونها أول كاتبة على أراضي بولندا وبيلاروسيا الحديثة. كانت أميرة وآخر ممثلة للبيت النبيل في فيسنيوفيكي، وهي زوجة ميكاي كازيميرز «ريبينكو» رادجيفي.

## سيرتها الذاتية
فرانسيسكا أورسوزولا هي الطفلة الوحيدة لأبوين معروفين وثريين. كان والدها الأمير يانوش أنتوني فيسنيوفيكي (1678-1741) حاكم قلعتي وكراكوف وفيلنيوس وعمدة بينسك، بينما كانت زوجته تيوفيلا (1680-1757) من أفراد عائلة ليزتشيتشينسكي وابنة حامل التاج الملكي وحاكم بودليس وعمدة كوفل وكامينيتس.
تلقت فرانسيسكا أورسزولا رادجيفي تعليمًا ممتازًا في المنزل: إذ تحدثت العديد من اللغات الأوروبية ودرست الأدب العالمي وكتبت الشعر. خلق منزل فيسنيوفيكي جوًا إبداعيًا: كان والد فرانسيسكا أورسزولا متحدثًا وكاتبًا موهوبًا وكتب مقالات دينية وخطابات التأبين والأناشيد. في بلاط تشارتوريسك المَلَكي، كان هناك جوقة ترتيل أيضًا، وبنى عم الأميرة ميكاي سيرواسي فيسنيوفيكي مسرح البلاط حيث كتب مسرحيات وعرضها هناك.
في 23 أبريل عام 1725، تزوجت فرانسيسكا أورسزولا من ميكاي كازيميرز رادجيفي«ريبينكو»، رئيس أغنى عائلة في البلاد. كان الوريث التاسع لنياسفيزه (لاحقًا – القائد العسكري الليتواني العظيم). رُزق الزوجان بأربعة أطفال: كارول ستانيسلاف «باني كوتشانكو» رادجيفي (1734-1790) ويانوش تاديوش (1734-1750) وتيوفيليا كونستانكا رادجيفي (1738-1818) وكاتارزينا كارولينا رادجيفي (1740-1789).
كان من الصعب تخيل الحياة في نياسفيزه بدون المهرجانات والمآدب والصيد والتجمعات والمسيرات والألعاب في تلك الأيام. بمبادرة من فرانسيسكا أورسزولا، أقامت هناك مسرحًا – لعروض الترفيه على المستوى المَلَكي: في وارسو، بدأت العروض المسرحية فقط أثناء حكم الملوك أغسطس الثاني القوي وأغسطس الثالث ملك بولندا.
غالبًا ما كان الأمير ميكاي بعيدًا عن المشاركة في البرلمان والمحاكم بالإضافة إلى الإشراف المنتظم على أراضيهم الأخرى، لذلك اتخذت الأميرة الشابة شخصيًا قرارات بشأن أسئلة الأغلبية في شؤون الإدارة والقيادة في نياسفيزه. أشرفت على عمليات ترميم قلعة نياسفيزه بعد حروب مدمرة مع السويد وأمنت الحماية من غارات الجيش الروسي في ثلاثينيات القرن الثامن عشر وقامت بتنظيم وتوسيع المكتبة وترميم دار الطباعة.
نادرًا ما غادرت الأميرة نياسفيزه إذ عملت على تنظيم دعاية ثقافية كبيرة وتوعية مسيحية. سمحت المواهب في الأدب والفنون الجميلة لفرانسيسكا أورسزولا بجعل نياسفيزه أحد مراكز الحياة الثقافية في المملكة في فترة قصيرة جدًا.
بدأ الشغف المسرحي لميكاي كازيميرز وفرانسيسكا أورسزولا في عام 1740، عندما قدمت فرقة أجنبية لأول مرة في قلعة نياسفيزه مسرحية بعنوان «مثال العدالة». لاحقًا، تم تنظيم العروض يتمويل خاص منها. من بين المسرحيات كوميديا موليير، مسرحيات فولتير «زائير» بالإضافة إلى مجموعة أخرى من المؤلفين الأوروبيين. بدأ انتعاش مسرح رادجيفي بعد عام 1746، عندما استلمت فرانسيسكا أورسزولا إدارته بالكامل. في ذلك الوقت، ظهرت أعمالها الدرامية الأولى. في كل عام تقريبًا، كانت تكتب بعض المسرحيات الجديدة للمحتوى السردي: اعتمدت في بعض من كتاباتها على استخدام لهجات معينة للإشارة للحاجة إلى التعليم، وفي البعض الآخر – كتبت عن أزواج غير مخلصين مدانين أو عن طيبة الأنثى أو عن الإخلاص. ومع ذلك، كان الموضوع الرئيسي لكتاباتها هو الحب، مثلما هو موضح من الأسماء البليغة للمسرحيات: «الحب - قاض متحيز» و«الحب - سيد ماهر» و«الحب البارع» وغيرها.
يمكن تقسيم عمل فرانسيسكا أورسزولا رادجيفي إلى فترتين. الفترة الأولى (1725-45) كانت ثنائية اللغة والنوع –أعمال شعرية ورسائلية بشكل أساسي. تُعد هذه الفترة الأكثر إثمارًا للفن الدرامي والأنشطة المسرحية في نياسفيزه خلال عامي 1746-52، تحت إشراف الأميرة على مجالات الحياة الثقافية في القلعة نفسها.
وفقًا لكتاب «اليوميات» لميكاي كازيميرز رادجيفي، يعود تاريخ المسرحية الأخيرة التي تم عرضها في مسرح نياسفيزه إلى 27 ديسمبر عام 1752: وهي مسرحية «أوبريت أوروبا» (أي أوبرا «التعاسة السعيدة»). في وقت سابق من أكتوبر، عانت الأميرة من وضع صحي حرج للغاية لدرجة أنها كتبت رسالة وداع إلى زوجها. عاشت لمدة ستة أشهر أخرى. تلقت علاجًا خاصًا في الأشهر الأولى من عام 1753، لكن في 18 مايو أصيبت بنكسة وذلك بعد إجبارها على البقاء في قرية بوتسيفيتشي بالقرب من نافاهروداك في حين كانت عازمة على المغادرة إلى غرودنو. في 19 مايو، تم نقلها إلى نافاهروداك حيث توفيت في 23 مايو عام 1753 في منزل عمدة بابرويسك.